# Карахан Тепе
Карахан Тепе (курдски: Girê Keçel)  је археолошко налазиште у Шанлијурфи, у Турској. Локалитет се налази близу Гобекли Тепеа, а археолози су и тамо открили и стеле у облику слова Т и верују да су локалитети повезани. Према писању листа „Дејли Сабах“, „Ископавања су открила 250 обелиска у облику фигура животиња“, (ажурирано: 2020.). Поред тога, локација би могла бити најраније познато људско насеље, које претходи изградњи Гобекли тепеа, који датира између 9.500 и 10.000 година пре нове ере.
Локалитет се налази у близини Јагмурлуа и око 46 километара источно од Гобекли Тепеа, који се често назива његовим сестринским локалитетом. То је део пројекта ископавања културе Гобекли тепеа и  Карахан тепеа. Мештани ово подручје називају „Кечилитепе“. То је део региона сличних локалитета који се сада откривају, познат као Таш Тепелер.

## Историја
Древне грађевине у Карахан Тепеу открили су 1997. године „истраживачи у близини насеља Каргали у Националном парку планина Тек Тек “.
Неџми Карул, археолог са Универзитета у Истанбулу, рекао је агенцији Анадолија 2019. године: „Прошле године, ископавања су поново почела у Карахан тепеу – око 60 км од места где се налази Гобекли тепе – и наишли смо на трагове посебних структура, обелиска, скулптура животиња, као и сличну симболику“. Локалитет је у неком тренутку био затрпан земљом и шутом, и тако су се сачували стубови у облику слова Т уклесани у темељну стену. Ове структуре су описане као „фалусни тотеми“.

## Локација
Археолошко налазиште Карахан тепе простире се на скоро 10 хектара, што се повећава за додатних пет хектара ако се урачунају каменоломи за стубове у облику слова Т.
До 2023. године, ископано је само око 5% локалитета.
У септембру 2023. године, турски и немачки стручњаци открили су још скулптура из такозваних Таш Тепелер култура: пронађене су статуа лешинара и антропоморфна статуа висока 2,3 метра. Гола фигура, која је вероватно приказана како седи, држи свој фалус обема рукама. Прсти и ребра су обележени дубоким урезаним линијама, а око врата је нека врста огрлице у облику слова V. Исти мотив је познат и из других налаза, као што је такозвани Урфа човек, статуа од пешчара висока приближно 1,8 метара која је откривена 1993. године током грађевинских радова у близини града Шанлијурфе.